# Ensdorf (Saarland)
Ensdorf (in francese Enstroff) è un comune tedesco di 6 502 abitanti, situato nel land della Saarland.